# Zeta Aquilae
Zeta Aquilae is een dubbelster in het sterrenbeeld Arend. Samen met epsilon Aquilae staat de ster bekend onder de Arabische naam Deneb el Okab. De hoofdcomponent van het systeem is een type A hoofdreeksster met twee keer de massa en radius van de Zon. De ster roteert snel om zijn as en heeft een afgeplatte vorm. De ster heeft twee begeleiders van de twaalfde magnitude.